# لورينزو بارتوليني
لورينزو بارتوليني (7 يناير 1777 - 20 يناير 1850) هو كان نحات إيطالي ولد في مدينة براتو.